# Il fascino del male (film)
Il fascino del male (Devil in the Flesh) è un film canadese-statunitense del 1998 diretto da Steve Cohen. Il film ha avuto un seguito dal titolo La dolce ossessione di Debbie del 2000.

## Trama
La nuova ragazza della classe Debbie Strand, arriva in città dopo la prematura scomparsa dei genitori (uccisi da lei stessa insieme alla nonna e al cane di quest'ultima) e decide di mettere gli occhi sul suo insegnante Peter Rinaldi.